# Wallfahrtskirche Mariä Himmelfahrt (Hohenpeißenberg)

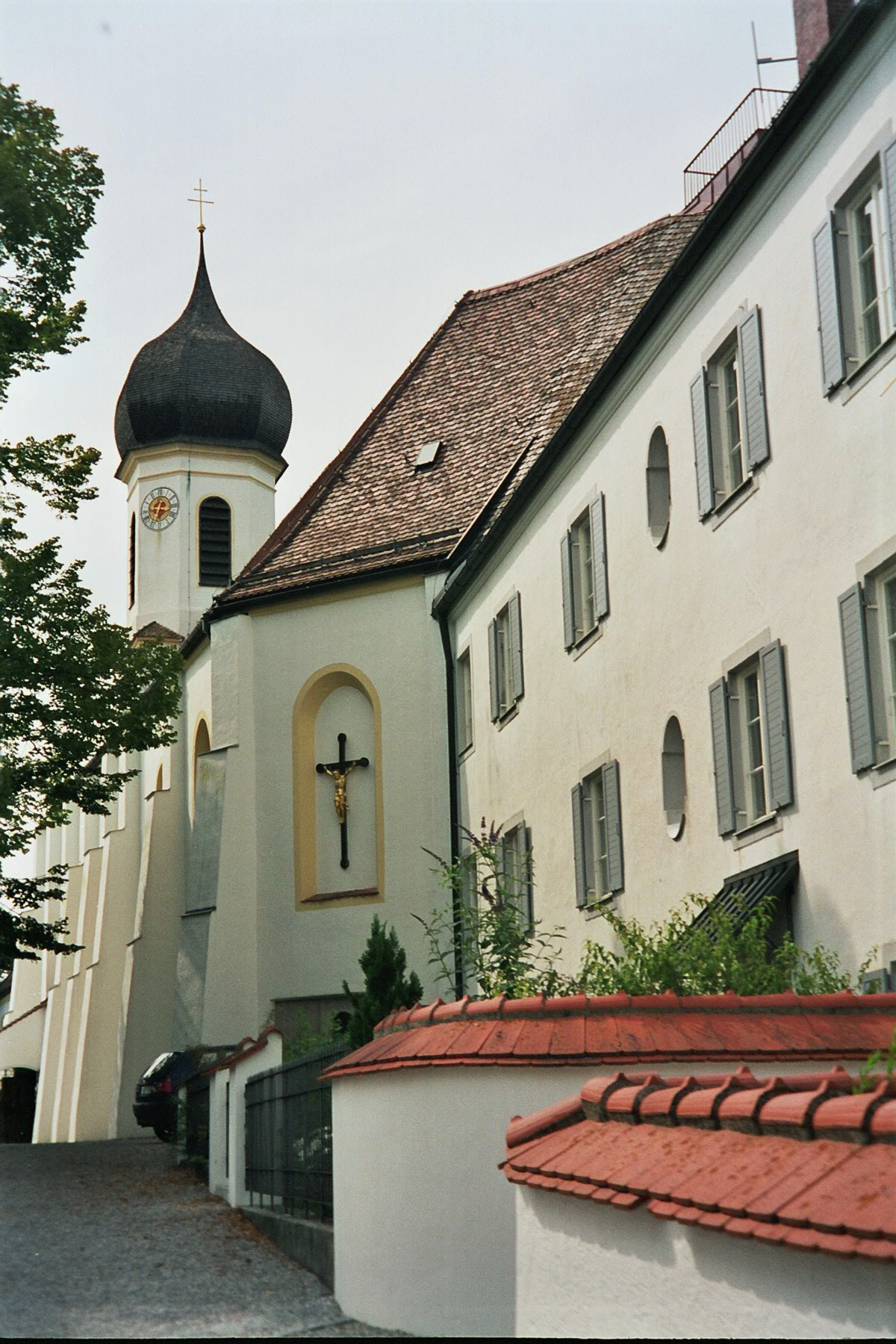
Die Wallfahrtskirche mit Priesterhaus

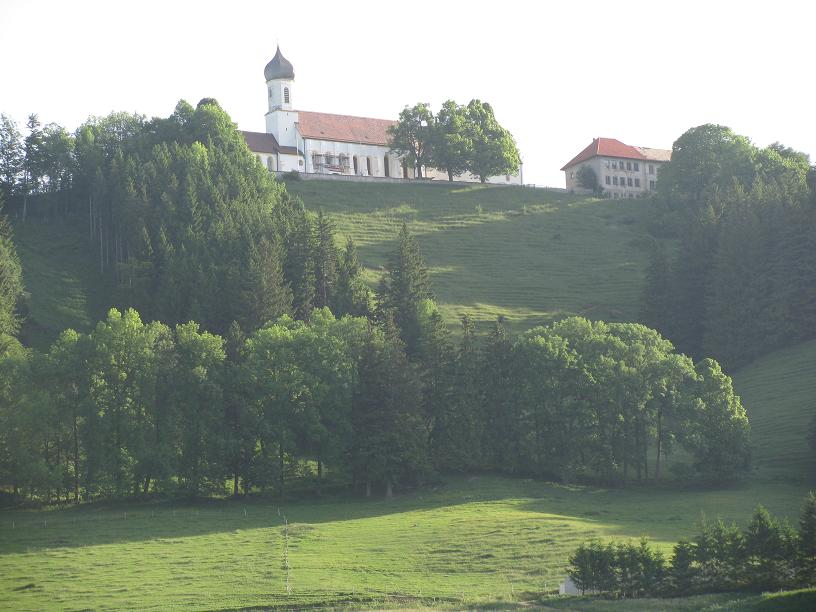
Hoher Peißenberg mit Doppelkirche

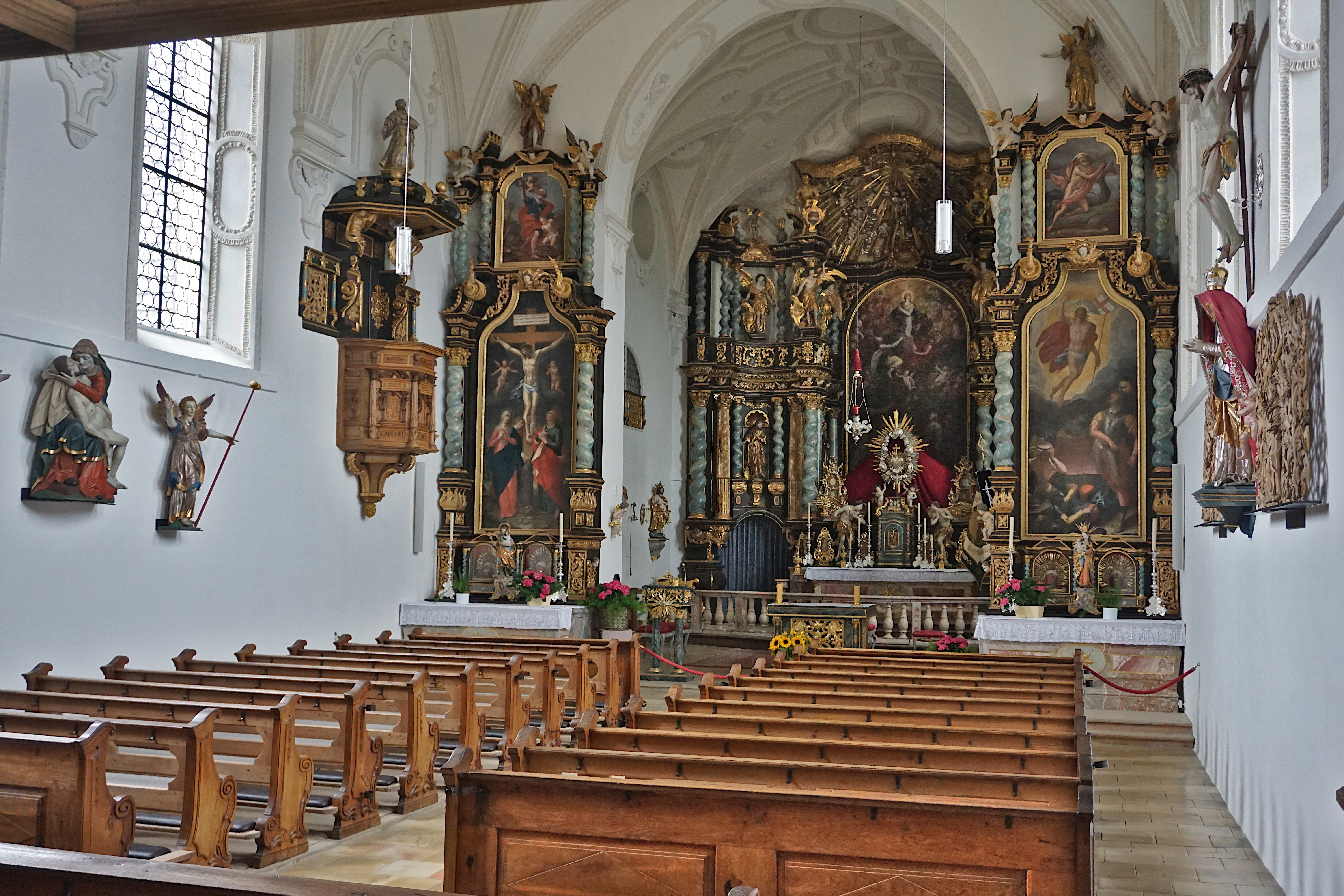
Innenraum der Wallfahrtskirche

Die Wallfahrtskirche Mariä Himmelfahrt ist eine katholische Wallfahrtskirche auf dem Hohen Peißenberg im oberbayerischen Landkreis Weilheim-Schongau. Sie gehört zum geplanten Pfarrverband Peiting-Hohenpeißenberg in der Erzdiözese München und Freising. Es ist eine Doppelkirche, bestehend aus der älteren Gnadenkapelle und einem späteren größeren Kirchenanbau. Sie ist Ziel vieler Wallfahrer aus der Erzdiözese München und Freising mit überregionaler Bedeutung.
Das Patrozinium der Kirche wird am 15. August (Mariä Himmelfahrt) gefeiert.

## Geschichte
Nachdem es zuvor eine hölzerne Kapelle am Fuße des Berges gab, bauten 1514 die um den Berg herum verstreut wohnenden Bauern eine gemauerte Kapelle auf dem Berg. Diese Bauern gehörten damals noch zu Peiting. Der Standort auf dem Gipfel des Berges wurde wahrscheinlich deswegen gewählt, weil er eher zentral für die Anwohner lag. Der herzogliche Pfleger von Schongau, Georg von Pienzenau, brachte aus der Schlosskapelle Schongau eine hölzerne Muttergottes-Figur in die Kapelle. Diese Figur gewann schnell den Ruf eines Gnadenbildes, und es entwickelte sich eine Wallfahrt. 1604 übertrug Herzog Maximilian I. die Wallfahrtsseelsorge an das Kloster Rottenbuch. Die Kapelle wurde bald zu klein und Probst Georg Siesmayer ließ von 1616 bis 1619 östlich eine zweite größere Wallfahrtskirche mit Turm und mit Priesterwohnhaus anbauen, wodurch eine Doppelkirche entstand. Der Kirchenanbau war der erste der Renaissance im Pfaffenwinkel.
Das Gemälde der Aufnahme Mariens in den Himmel im Hochaltar wurde 1717 geschaffen von Matthias Pussjäger, einem Rottenbucher Maler, der in Meran ansässig war. Zur gleichen Zeit entstanden die beiden Seitenaltäre. Die Altarbilder der Kreuzigung und Auferstehung von Elias Greuter d. Ä. wurden von der Erstausstattung übernommen. Die westliche Emporenbrüstung und die vornehme Kanzel stammen aus der Zeit der Errichtung und zeigen hochwertige Holzarbeiten.
Von 1747 bis 1748 bekam die Gnadenkapelle ihre Rokoko-Ausstattung, sie ist daher prunkvoller als das angebaute Kirchengebäude. Die Wessobrunner Joseph Schmuzer und sein Sohn Franz Xaver Schmuzer übernahmen die Raumgestaltung und die Stuckatur, der vom Nordosthang des Hohen Peißenbergs stammende Freskant Matthäus Günther übernahm die Freskomalerei, Franz Xaver Schmädl war zuständig für die Bildhauerarbeiten. Das große Deckenfresko in der Gnadenkapelle stellt die Übergabe der Wallfahrtsstätte an das Kloster Rottenbuch dar. Günther war als Junge Ministrant auf dem Berg, nach Bekunden des Rottenbucher Stiftsdekans P. Joachim Hoffmair († 1755).
Das Kloster Rottenbuch wurde 1803 wegen der Säkularisation in Bayern aufgelöst. Die Wallfahrtstradition besteht weiterhin.
Gegen Ende des Zweiten Weltkriegs traf am 28. April 1945 ein Artilleriegeschoss die Nordwand der Kirche und riss ein zwei Meter großes Loch. Es wurden alle Fenster der Wallfahrtskirche sowie der Altar der Gnadenkapelle beschädigt. Die Schäden wurden bis 1948 behoben.

## Renovierung
Von 2006 bis 2012 wurde unter der Projektleitung des Staatlichen Bauamts Weilheim die Gnadenkapelle total saniert und das Erscheinungsbild von 1747 wiederhergestellt. Die stark gealterte und deformierte Dachkonstruktion wurde erneuert, um das bereits verformte Deckenfresko vor weiterer Beschädigung zu bewahren. Im Kapelleninneren wurde die ursprüngliche Gestaltung an Wänden und Decken freigelegt und ergänzt.
Am 15. August 2012 war die Weihe für die neuen Glocken der Kirche, die erstmals am Kirchweih-Sonntag, den 21. Oktober 2012 läuteten. Die alten Glocken waren aus Stahl und stammten aus der Nachkriegszeit.
Die ursprüngliche Farbfassung der Gnadenmadonna aus dem 15. Jahrhundert wurde freigelegt. Für die Segnung der Gnadenkapelle am 21. Oktober 2012 durch Abt Johannes Eckert OSB erhielt die Figur ein neues Prunkgewand.

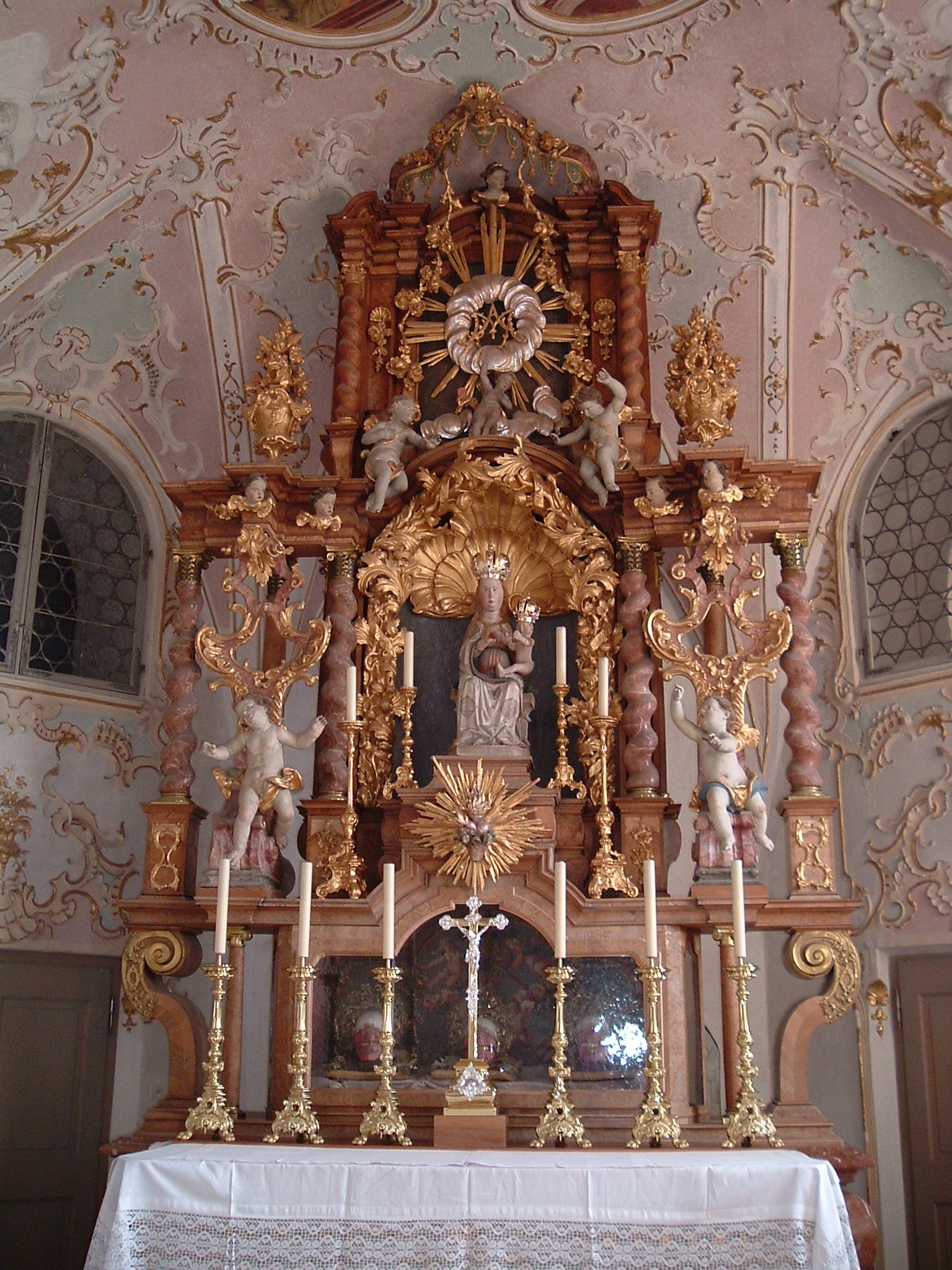
Altar mit Muttergottes-Figur in der Gnadenkapelle
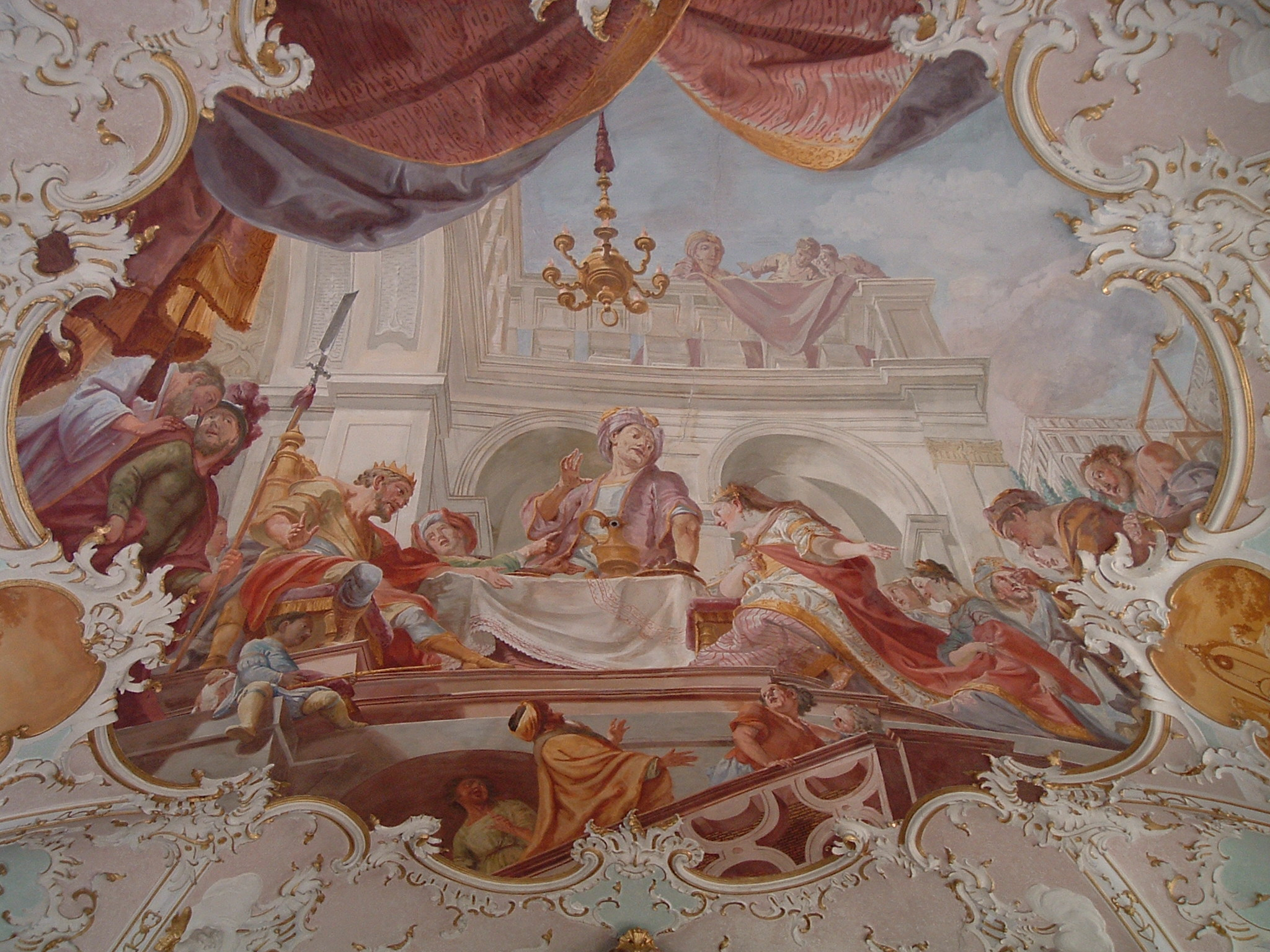
Kleines Deckenfresko in der Gnadenkapelle

## Orgel

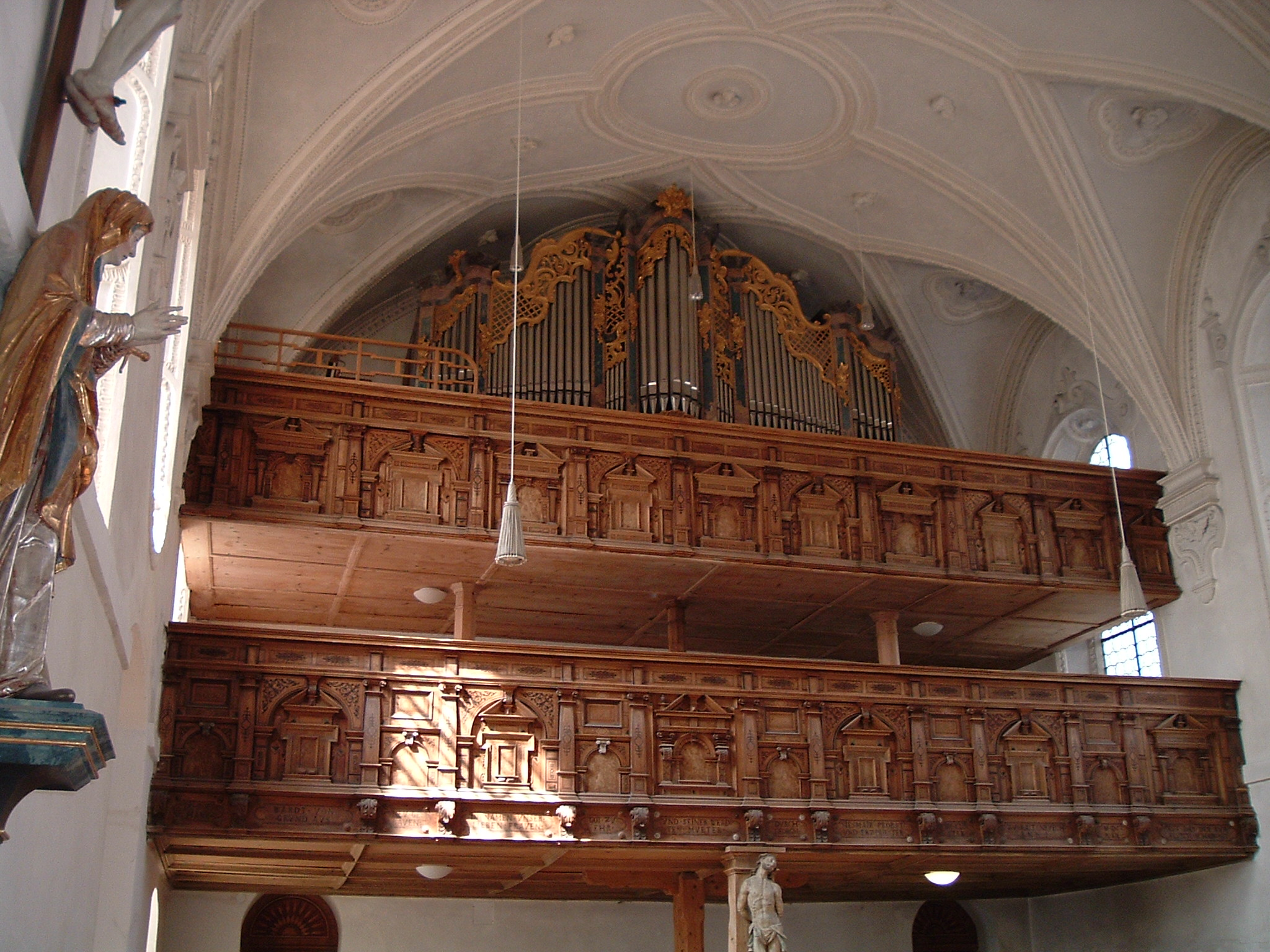
Empore mit Orgel im großen Kirchenteil

Im Jahr 2016 baute die Orgelmanufaktur Vleugels aus Hardheim ein neues Orgelwerk in das Orgelgehäuse eines Vorgängerinstruments, das um 1740 von Balthasar Freiwiß gebaut worden war. Die Orgel wurde am 16. Oktober 2016 eingeweiht und verfügt über 18 Register (plus zwei Vorabzüge) auf zwei Manualwerken und Pedal. Außerdem gibt es eine Nachtigall, einen Zimbelstern und ein Glockenspiel; der Tremulant wirkt sich auf das gesamte Werk aus.
| I Hauptwerk C–g3 |                       |       |
| 1.               | Principal             | 8′    |
| 2.               | Holzflöte             | 8′    |
| 3.               | Octave                | 4′    |
| 4.               | Rohrflöte             | 4′    |
| 5.               | Nasard (vorab Nr. 6)  | 2 ⁄3′ |
| 6.               | Sesquialtera II       | 2 ⁄3′ |
| 7.               | Superoctave           | 2′    |
| 8.               | Larigot (vorab Nr. 9) | 1 ⁄3′ |
| 9.               | Mixtur IV             | 1 ⁄3′ |
| 10.              | Trompeta real (B/D)   | 8′    |

| II Positiv C–g3 |             |       |
| 11.             | Copula      | 8′    |
| 12.             | Quintatön   | 8′    |
| 13.             | Fugara      | 4′    |
| 14.             | Flageolett  | 2′    |
| 15.             | Gemsquinte  | 1 ⁄3′ |
| 16.             | Cor anglais | 8′    |
|                 | Tremulant   |       |

| Pedal C–f1 |            |     |
| 17.        | Subbass    | 16′ |
| 18.        | Violonbass | 8′  |
| 19.        | Bassettl   | 4′  |
| 20.        | Fagott     | 16′ |

- Koppeln: I/II, I/P, II/P, I-Sub,
- Nebenregister: Cymbelstern, Glockenspiel, Nachtigall

## Varia
- Es gibt nach alten Originalen nachgebildete Wallfahrtsmedaillen in unterschiedlichen Ausführungen zu kaufen.